# Шефер, Микаэла
Микаэ́ла Шефер (род. 1 ноября 1983 г., Лейпциг, ГДР) — немецкая актриса, модель, телеведущая, ди-джей и певица. Лауреат наград Miss East Germany 2004, Miss Venus 2005, The Face Of Campari 2005, Miss Maxim 2006 и Bravo Otto 2012 в номинации «Сексуальная красотка».

## Биография

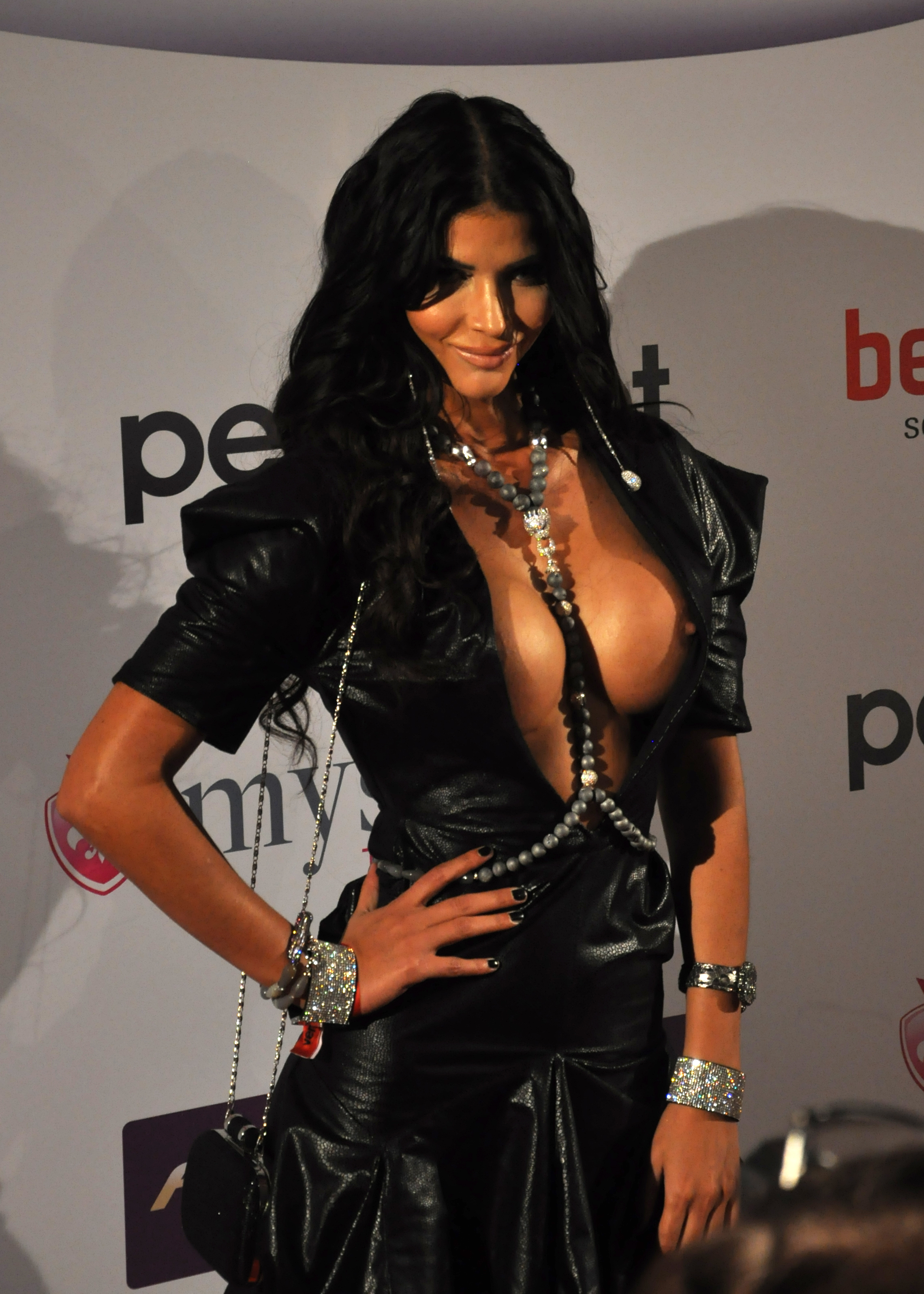
Микаэла Шефер на церемонии «Venus Awards 2014» в Берлине

Родилась 1 ноября 1983 г. в Лейпциге в семье немки и студента-медика из Бразилии. Позже с матерью переехала в Берлин. Занималась балетом, обучалась на фармацевта, однако потом целиком ушла в модельный бизнес.
Популярность пришла к Шефер после участия в реалити-шоу «Большой брат» и «Топ-модель по-немецки» (2006).
В 2014 г. удостоена премии Venus Award в номинации «Лучшая эротическая модель».
Неоднократно прибегала к пластическим операциям: корректировала грудь, щёки, губы и нос.
Известна своим эпатажным поведением, например, неоднократно позируя обнажённой в публичных местах. Является увлечённой футбольной болельщицей.